# Copa Libertadores 1974
W piętnastej edycji Copa Libertadores udział wzięło 21 klubów reprezentujących wszystkie kraje zrzeszone w CONMEBOL. Każde z 10 państw wystawiło po 2 kluby, nie licząc broniącego tytułu argentyńskiego klubu CA Independiente, który awansował do półfinału bez gry. Ostatecznie Independiente obronił tytuł najlepszej klubowej drużyny w Ameryce Południowej, pokonując w finale po trzech meczach brazylijski klub São Paulo FC.
W pierwszym etapie 20 klubów podzielono na 5 grup po 4 drużyny. Z każdej grupy do następnej rundy awansował tylko zwycięzca. Jako szósty klub do półfinału awansował broniący tytułu Independiente.
W następnej, półfinałowej rundzie, 6 klubów podzielono na 2 grupy liczące po 3 drużyny. Do finału awansowali zwycięzcy obu grup.
W tej edycji świetnie spisał się kolumbijski klub Millonarios FC, który znalazł się w najlepszej czwórce turnieju. Chilijski klub CSD Colo-Colo, który rok wcześniej był rewelacją Pucharu Wyzwolicieli, tym razem grał wyjątkowo słabo i nie zdobył nawet punktu w sześciu meczach fazy grupowej.

## 1/4 finału

### Grupa 1Argentyna,Chile
| 28.02 Rosario Central - CA Huracán 1:0 - Eduardo Miguel Solari                                                        |
| 02.03 Unión Española - CSD Colo-Colo 2:1 - Villar, Rogelio Farías - Mario Enrique Galindo                             |
| 05.03 Unión Española - CA Huracán 1:3 - Antonio Arias - Roque Avallay, Carlos Babington, Eduardo Quiroga              |
| 07.03 CSD Colo-Colo - CA Huracán 1:2 - Julio Crisosto - Carlos Babington, René Houseman                               |
| 12.03 Rosario Central - CSD Colo-Colo 2:0 - Roberto Carril, Roberto Cabral                                            |
| 14.03 CA Huracán - CSD Colo-Colo 2:0 - Carlos Babington (2)                                                           |
| 19.03 Unión Española - Rosario Central 0:1 - Aldo Pedro Poy                                                           |
| 21.03 CSD Colo-Colo - Rosario Central 1:3 - Hugo Solís - Mario Estanislao Killer, Mario Kempes, Eduardo Miguel Solari |
| 26.03 CSD Colo-Colo - Unión Española 0:2 - Guillermo Yávar, Sergio Ahumada                                            |
| 26.03 CA Huracán - Rosario Central 1:0 - Roque Avallay                                                                |
| 02.04 Rosario Central - Unión Española 4:0 - Mario Kempes (2), Eduardo Miguel Solari, Roberto Cabral                  |
| 04.04 CA Huracán - Unión Española 5:1 - Miguel Ángel Brindisi (3), José Rubén Scalise (2) - Catafau                   |

- Wobec równej liczby punktów rozegrano mecz o pierwsze miejsce:

| 11.04 CA Huracán - Rosario Central 4:0 - Miguel Ángel Brindisi (2), Francisco Faustino Russo, Omar Ruben Larrosa |

| Klub            | Mecze | Zw | Rem | Por | Pkt | BrZd | BrStr |
| --------------- | ----- | -- | --- | --- | --- | ---- | ----- |
| CA Huracán      | 6     | 5  | 0   | 1   | 10  | 13   | 4     |
| Rosario Central | 6     | 5  | 0   | 1   | 10  | 11   | 2     |
| Unión Española  | 6     | 2  | 0   | 4   | 4   | 6    | 14    |
| CSD Colo-Colo   | 6     | 0  | 0   | 6   | 0   | 3    | 13    |

### Grupa 2Boliwia,Brazylia
| 30.03 São Paulo FC - SE Palmeiras 2:0 - Terto (2)                                                                            |
| 04.04 Club Jorge Wilstermann - SE Palmeiras 1:0 - Milton                                                                     |
| 07.04 Municipal La Paz - SE Palmeiras 0:1 - Fedato                                                                           |
| 14.04 Club Jorge Wilstermann - São Paulo FC 0:1 - Terto                                                                      |
| 17.04 Municipal La Paz - São Paulo FC 1:1 - Jorge Lladó - Pedro Rocha                                                        |
| 21.04 Club Jorge Wilstermann - Municipal La Paz 1:0 - Milton                                                                 |
| 24.04 SE Palmeiras - São Paulo FC 1:2 - Ronaldo - Mauro, Chicão                                                              |
| 28.04 SE Palmeiras - Municipal La Paz 3:0 - Zeca (2), Edú Bala                                                               |
| 30.04 São Paulo FC - Municipal La Paz 3:3 - Nelson, Terto, Pedro Rocha - Nicolás Linares (2), Jorge Lladó                    |
| 08.05 São Paulo FC - Club Jorge Wilstermann 5:0 - Pedro Rocha (3), Mirandinha, Zé Carlos                                     |
| 11.05 SE Palmeiras - Club Jorge Wilstermann 2:0 - Zeca, Edú Bala                                                             |
| 19.05 Municipal La Paz - Club Jorge Wilstermann 5:2 - Nicolás Linares (2), Jorge Lladó (2), Bernal - Limbert Cabrera, Milton |

| Klub                   | Mecze | Zw | Rem | Por | Pkt | BrZd | BrStr |
| ---------------------- | ----- | -- | --- | --- | --- | ---- | ----- |
| São Paulo FC           | 6     | 4  | 2   | 0   | 10  | 14   | 5     |
| SE Palmeiras           | 6     | 3  | 0   | 3   | 6   | 7    | 5     |
| Municipal La Paz       | 6     | 1  | 2   | 3   | 4   | 9    | 11    |
| Club Jorge Wilstermann | 6     | 2  | 0   | 4   | 4   | 4    | 13    |

### Grupa 3Kolumbia,Wenezuela
| 06.02 Portuguesa FC - Valencia 0:0                                                                       |
| 14.02 Atlético Nacional - Millonarios FC 0:3 - Héctor Javier Céspedes, Willington Ortiz, Alejandro Brand |
| 19.02 Portuguesa FC - Millonarios FC 2:0 - Pedro Pascual Peralta, Lovizutto                              |
| 19.02 Valencia - Atlético Nacional 1:2 - Pinto - José Luis Córdoba, Hugo Horacio Lóndero                 |
| 21.02 Valencia - Millonarios FC 1:1 - J. Ferreira - Alejandro Brand                                      |
| 21.02 Portuguesa FC - Atlético Nacional 0:0                                                              |
| 07.03 Millonarios FC - Atlético Nacional 2:1 - Alejandro Brand, Waltinho - Hugo Horacio Lóndero          |
| 07.03 Valencia - Portuguesa FC 0:1 - Pedro Pascual Peralta                                               |
| 20.03 Millonarios FC - Portuguesa FC 2:1 - Willington Ortiz (2) - Pedro Pascual Peralta                  |
| 20.03 Atlético Nacional - Valencia 2:1 - Víctor Campaz, Hugo Horacio Lóndero - Antonio Carlos            |
| 22.03 Millonarios FC - Valencia 2:1 - Alejandro Brand, Willington Ortiz - Julio Edgar Gaviria s          |
| 22.03 Atlético Nacional - Portuguesa FC 3:0 - Carlos Miguel Dizz, Víctor Campaz, Jaime Morón             |

| Klub              | Mecze | Zw | Rem | Por | Pkt | BrZd | BrStr |
| ----------------- | ----- | -- | --- | --- | --- | ---- | ----- |
| Millonarios FC    | 6     | 4  | 1   | 1   | 9   | 10   | 6     |
| Atlético Nacional | 6     | 3  | 1   | 2   | 7   | 8    | 7     |
| Portuguesa FC     | 6     | 2  | 2   | 2   | 6   | 4    | 5     |
| Valencia          | 6     | 0  | 2   | 4   | 2   | 4    | 8     |

### Grupa 4Ekwador,Peru
| 17.02 Defensor Lima - Club Sporting Cristal 2:0 - José Fernández, Héctor Bailetti                                          |
| 17.02 CD El Nacional - Universidad Católica Quito 2:0 - Patricio Peña Herrera, Fabián Paz y Miño                           |
| 24.02 Universidad Católica Quito - Defensor Lima 1:0 - Villalba                                                            |
| 27.02 CD El Nacional - Defensor Lima 0:0                                                                                   |
| 03.03 Universidad Católica Quito - Club Sporting Cristal 0:0                                                               |
| 06.03 CD El Nacional - Club Sporting Cristal 3:0 - Ítalo Estupiñán (2), Marcelo Vicente Cabezas                            |
| 10.03 Universidad Católica Quito - CD El Nacional 0:0                                                                      |
| 13.03 Club Sporting Cristal - Defensor Lima 0:2 - Pedro Alexis González, Héctor Bailetti                                   |
| 20.03 Club Sporting Cristal - CD El Nacional 1:3 - Reynaldo Jaime - Ítalo Estupiñán (2), Carlos Torres Garcés              |
| 27.03 Defensor Lima - CD El Nacional 2:1 - Héctor Bailetti, Gerónimo Barbadillo - Fabián Paz y Miño                        |
| 03.04 Club Sporting Cristal - Universidad Católica Quito 2:1 - Reynaldo Jaime, Piticlin Palacios - Luis Cristóbal Mantilla |
| 09.04 Defensor Lima - Universidad Católica Quito 1:0 - Eduardo Stucchi                                                     |

| Klub                       | Mecze | Zw | Rem | Por | Pkt | BrZd | BrStr |
| -------------------------- | ----- | -- | --- | --- | --- | ---- | ----- |
| Defensor Lima              | 6     | 4  | 1   | 1   | 9   | 7    | 2     |
| CD El Nacional             | 6     | 3  | 2   | 1   | 8   | 9    | 3     |
| Universidad Católica Quito | 6     | 1  | 2   | 3   | 4   | 2    | 5     |
| Club Sporting Cristal      | 6     | 1  | 1   | 4   | 3   | 3    | 11    |

### Grupa 5Paragwaj,Urugwaj
| 05.02 Cerro Porteño - Club Olimpia 1:0 - Hugo Ricardo Talavera                                              |
| 06.02 Club Nacional de Football - CA Peñarol 0:1 - Rubén Corbo                                              |
| 13.02 CA Peñarol - Club Olimpia 0:0                                                                         |
| 16.02 Club Nacional de Football - Cerro Porteño 1:2 - Luis Cubilla - Hugo Ricardo Talavera, Alcides Bareiro |
| 19.02 Club Nacional de Football - Club Olimpia 1:1 - Luis Artime - Osvaldo Aquino                           |
| 20.02 CA Peñarol - Cerro Porteño 1:0 - Fernando Morena                                                      |
| 24.02 CA Peñarol - Club Nacional de Football 0:2 - Walter Mantegazza, Carlos Rodríguez                      |
| 24.02 Club Olimpia - Cerro Porteño 1:1 - José Domingo Insfrán - Horacio Troche                              |
| 01.03 Club Olimpia - CA Peñarol 0:2 - Daniel Quevedo, Fernando Morena                                       |
| 03.03 Cerro Porteño - Club Nacional de Football 2:2 - Julio Díaz, Zaracho - Carlos Rodríguez, Rubén Techera |
| 05.03 Club Olimpia - Club Nacional de Football 2:0 - Bastidas, José Domingo Insfrán                         |
| 08.03 Cerro Porteño - CA Peñarol 1:1 - Carlos Báez - Fernando Morena                                        |

| Klub                      | Mecze | Zw | Rem | Por | Pkt | BrZd | BrStr |
| ------------------------- | ----- | -- | --- | --- | --- | ---- | ----- |
| CA Peñarol                | 6     | 3  | 2   | 1   | 8   | 5    | 3     |
| Cerro Porteño             | 6     | 2  | 3   | 1   | 7   | 7    | 6     |
| Club Olimpia              | 6     | 1  | 3   | 2   | 5   | 4    | 5     |
| Club Nacional de Football | 6     | 1  | 2   | 3   | 4   | 6    | 8     |

### Obrońca tytułu
| CA Independiente jako obrońca tytułu awansował do półfinału bez gry. |

## 1/2 finału

### Grupa 1
| 04.09 CA Huracán - CA Independiente 1:1 - Miguel Ángel Brindisi - Ricardo Bochini                                     |
| 11.09 CA Peñarol - CA Huracán 1:1 - Juan Ramón Silva - Omar Larrosa                                                   |
| 18.09 CA Peñarol - CA Independiente 2:3 - Eduardo Commisso s, Juan Ramón Silva - Daniel Bertoni, Agustín Balbuena (2) |
| 20.09 CA Independiente - CA Huracán 3:0 - Daniel Bertoni (2), Hugo José Saggiorato                                    |
| 25.09 CA Huracán - CA Peñarol 0:3 - Fernando Morena (3)                                                               |
| 02.10 CA Independiente - CA Peñarol 1:1 - Daniel Bertoni - Fernando Morena                                            |

| Klub             | Mecze | Zw | Rem | Por | Pkt | BrZd | BrStr |
| ---------------- | ----- | -- | --- | --- | --- | ---- | ----- |
| CA Independiente | 4     | 2  | 2   | 0   | 6   | 8    | 4     |
| CA Peñarol       | 4     | 1  | 2   | 1   | 4   | 7    | 5     |
| CA Huracán       | 4     | 0  | 2   | 2   | 2   | 2    | 8     |

### Grupa 2
| 08.09 Millonarios FC - São Paulo FC 0:0                                                                     |
| 11.09 Defensor Lima - São Paulo FC 0:1 - Mirandinha                                                         |
| 15.09 Millonarios FC - Defensor Lima 1:0 - Jaime Rodríguez                                                  |
| 24.09 Defensor Lima - Millonarios FC 1:4 - Guillermo La Rosa - Alejandro Brand, Eduardo Andrés Maglioni (3) |
| 27.09 São Paulo FC - Millonarios FC 4:0 - Pedro Rocha, Terto (2), Piau                                      |
| 02.10 São Paulo FC - Defensor Lima 4:0 - Terto, Piau, Silva, Mirandinha                                     |

| Klub           | Mecze | Zw | Rem | Por | Pkt | BrZd | BrStr |
| -------------- | ----- | -- | --- | --- | --- | ---- | ----- |
| São Paulo FC   | 4     | 3  | 1   | 0   | 7   | 9    | 0     |
| Millonarios FC | 4     | 2  | 1   | 1   | 5   | 5    | 5     |
| Defensor Lima  | 4     | 0  | 0   | 4   | 0   | 1    | 10    |

## FINAŁ
| São Paulo FC - CA Independiente 2:1 i 0:2, dod. 0:1 |
| 12 października 1974 São Paulo Estádio do Pacaembu (50 000) São Paulo FC - CA Independiente 2:1 (0:1) Sędzia: Edison Pérez (Peru) Bramki: 0:1 Hugo Saggioratto 28, 1:1 Pedro Rocha 48, 2:1 Mirandinha 50 São Paulo Futebol Clube: Valdir Peres - Nelson, Paranhos, Arlindo, Gilberto Sorriso, Avanzi (Chicão), Zé Carlos (Mauro Madureira), Pedro Rocha, Terto, Mirandinha, Piau. CA Independiente: Carlos Gay - Eduardo Antonio Commisso, Francisco Sá, Miguel Ángel López, Ricardo Pavoni, Rubén Galván, Miguel Ángel Raimondo, Hugo Saggioratto, Agustín Balbuena, Ricardo Bochini, Daniel Bertoni.                         |
| 16 października 1974 Buenos Aires (Avellaneda) Estadio Almirante Cordero (55 000) CA Independiente - São Paulo FC 2:0 (1:0) Sędzia: Ramón Barreto (Urugwaj) Bramki: 1:0 Ricardo Bochini 34, 2:0 Agustín Balbuena 48 CA Independiente: Carlos Gay - Eduardo Antonio Commisso, Francisco Sá, Miguel Ángel López, Ricardo Pavoni, Rubén Galván, Miguel Ángel Raimondo, Hugo Saggioratto, Agustín Balbuena, Ricardo Bochini, Daniel Bertoni (Alejandro Estanislao Semenewicz). São Paulo Futebol Clube: Valdir Peres - Nelson, Paranhos, Arlindo, Gilberto Sorriso, Chicão, Pedro Rocha, Mauro Madureira, Terto, Mirandinha, Piau. |
| 19 października 1974 Santiago Estadio Nacional (55 000) CA Independiente - São Paulo FC 1:0 (1:0) Sędzia: César Orozco (Peru) Bramki: 1:0 Ricardo Pavoni 37 CA Independiente: Carlos Gay - Eduardo Antonio Commisso, Francisco Sá, Miguel Ángel López, Ricardo Pavoni, Rubén Galván, Miguel Ángel Raimondo, Alejandro Estanislao Semenewicz, Agustín Balbuena (Osvaldo Miguel Carrica), Ricardo Bochini, Daniel Bertoni (Luis Alberto Giribet). São Paulo Futebol Clube: Valdir Peres - Pablo Forlán, Paranhos, Arlindo, Gilberto Sorriso (Nelson), Chicão, Zé Carlos (Silva), Pedro Rocha, Mauro Madureira, Mirandinha, Piau. |

## Klasyfikacja
Poniższa tabela ma charakter statystyczny. O kolejności decyduje na pierwszym miejscu osiągnięty etap rozgrywek, a dopiero potem dorobek bramkowo-punktowy. W przypadku klubów, które odpadły w rozgrywkach grupowych o kolejności decyduje najpierw miejsce w tabeli grupy, a dopiero potem liczba zdobytych punktów i bilans bramkowy.
| Poz                                                                      | Klub                       | Mecze | Zw | Rem | Por | Pkt | BrZd | BrStr |
| ------------------------------------------------------------------------ | -------------------------- | ----- | -- | --- | --- | --- | ---- | ----- |
| 1                                                                        | CA Independiente           | 7     | 4  | 2   | 1   | 10  | 12   | 6     |
| 2                                                                        | São Paulo FC               | 13    | 8  | 3   | 2   | 19  | 25   | 9     |
| 3                                                                        | Millonarios FC             | 10    | 6  | 2   | 2   | 14  | 15   | 11    |
| 4                                                                        | CA Peñarol                 | 10    | 4  | 4   | 2   | 12  | 12   | 8     |
| 5                                                                        | CA Huracán                 | 11    | 6  | 2   | 3   | 14  | 19   | 12    |
| 6                                                                        | Defensor Lima              | 10    | 4  | 1   | 5   | 9   | 8    | 12    |
| 7                                                                        | Rosario Central            | 7     | 5  | 0   | 2   | 10  | 11   | 6     |
| 8                                                                        | CD El Nacional             | 6     | 3  | 2   | 1   | 8   | 9    | 3     |
| 9                                                                        | Atlético Nacional          | 6     | 3  | 1   | 2   | 7   | 8    | 7     |
| 10                                                                       | Cerro Porteño              | 6     | 2  | 3   | 1   | 7   | 7    | 6     |
| 11                                                                       | SE Palmeiras               | 6     | 3  | 0   | 3   | 6   | 7    | 5     |
| 12                                                                       | Portuguesa FC              | 6     | 2  | 2   | 2   | 6   | 4    | 5     |
| 13                                                                       | Club Olimpia               | 6     | 1  | 3   | 2   | 5   | 4    | 5     |
| 14                                                                       | Municipal La Paz           | 6     | 1  | 2   | 3   | 4   | 9    | 11    |
| 15                                                                       | Universidad Católica Quito | 6     | 1  | 2   | 3   | 4   | 2    | 5     |
| 16                                                                       | Unión Española             | 6     | 2  | 0   | 4   | 4   | 6    | 14    |
| 17                                                                       | Club Nacional de Football  | 6     | 1  | 2   | 3   | 4   | 6    | 8     |
| 18                                                                       | Club Jorge Wilstermann     | 6     | 2  | 0   | 4   | 4   | 4    | 13    |
| 19                                                                       | Club Sporting Cristal      | 6     | 1  | 1   | 4   | 3   | 3    | 11    |
| 20                                                                       | Valencia                   | 6     | 0  | 2   | 4   | 2   | 4    | 8     |
| 21                                                                       | CSD Colo-Colo              | 6     | 0  | 0   | 6   | 0   | 3    | 13    |
| Podsumowanie: 76 meczów, w tym 17 remisów, 178 bramek - 2.34 bramki/mecz |                            |       |    |     |     |     |      |       |